# Linosta sinceralis
Linosta sinceralis là một loài bướm đêm trong họ Crambidae.